# Яткянкюнттиля
Мост Яткянкюнттиля (фин. Jätkänkynttilän silta) — автодорожный металлический вантовый мост в Рованиеми через реку Кемийоки. Является частью шоссе 78 (Каяани—Рованиеми). Мост уникален тем, что на вершине пилона установлены электрические лампы, создающие эффект горящих свечей. Мост является одной из «визитных карточек» Рованиеми.

## История
В 1983 году состоялся конкурс на лучший проект моста. Победил проект вантового однопилонного моста. Разработкой проекта занимались финские компании WSP и Mestra Engineering Ltd. Заказчиком строительства моста выступила Дорожная администрация губернии Лаппи. Генеральным подрядчиком выступала шведская компания BPA Bygg Norra AB. Мост строился с 1987 по 1989 года. Строительство было завершено летом 1989 года и 28 сентября мост был открыт.

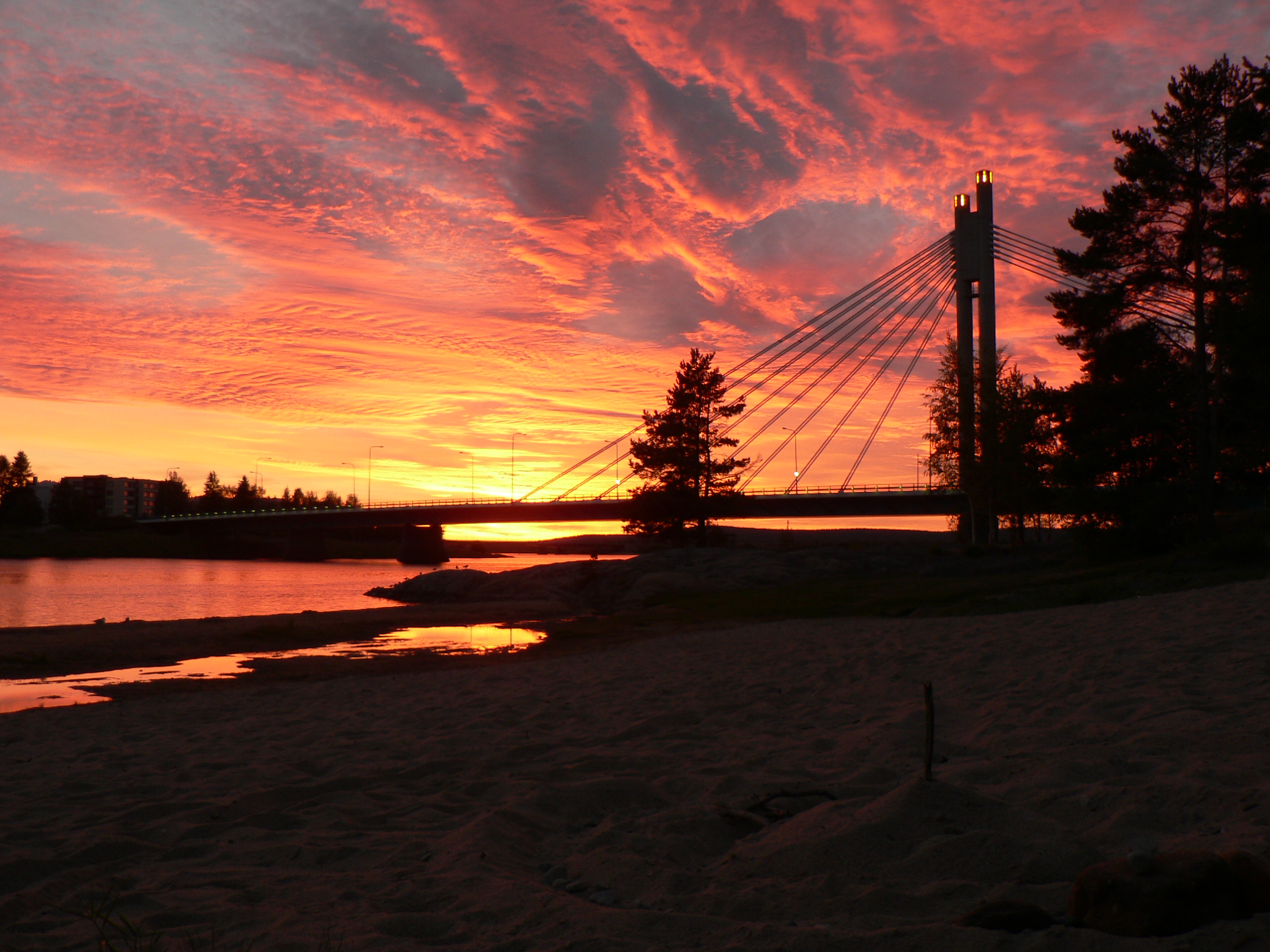
Мост Jätkänkynttilä во время полярного дня

## Конструкция
Длина моста составляет 327 м. Разбивка на пролёты — 40.35 + 42 + 126 + 2 × 42.00 м. Пилон Н-образный. Высота пилона 47 м. Пролётное строение выполнено из преднапряжённого железобетона. Ванты крепятся к пролётному строению посередине моста. Ширина моста составляет 25,5 м — четыре полосы для движения автомобилей и тротуары с велосипедными дорожками с двух сторон моста.
Особенностью моста является освещение на вершине пилонов. Оно символизирует пламя свечи, которую традиционно лесорубы устанавливали на своих плотах.